# 土岐定政
土岐 定政（とき さだまさ）は、戦国時代から安土桃山時代にかけての武将。美濃土岐氏庶流・明智氏の一族を称する。母方の三河菅沼氏のもとで成長して少年時代から徳川家康に近侍し、菅沼定政（通称は藤蔵）として多くの戦いで武功を挙げた。家康の関東入部後は下総国守谷（現在の茨城県守谷市）で1万石の領主となり、家康の命を受けて名字を土岐に改めた。

## 人物

### 生い立ち
江戸時代後期に編纂された『寛政重修諸家譜』（以下『寛政譜』）によれば、室町時代初期に美濃国土岐郡明智を領して「明智」を称した土岐（明智）頼重の子孫と称し、祖父は頼明（彦九郎、上総介）、父は定明（兵部大輔）とする。定政は天文20年（1551年）、美濃国多芸郡に生まれた。母は菅沼定広（大膳亮）の娘で、幼名は「愛菊」という。『寛政譜』の記述によれば天文21年（1552年）、斎藤道三との戦いで父が討死して一族が離散すると、幼少の愛菊は明智家の家臣たちに抱かれて三河国に逃れ、母方のおじである菅沼定仙（常陸介）に養われたと記す。菅沼定仙は井代城（新城市井代）の城主で田峯菅沼定広の五男（菅沼定継・定直らの弟）にあたる。
『上野沼田 土岐家譜』によれば、父定明が惣領家の美濃守護土岐頼芸と家臣の斎藤道三の間の内紛に巻き込まれて、それに乗じた弟の定衡（定政の叔父）によって殺害される事変が起こったという。

### 徳川家康に仕える
永禄7年（1564年）、14歳の愛菊は定仙に伴われて家康に御目見し、「菅沼藤蔵」を称して家康の近侍となった。『寛政譜』によれば思慮深い美少年（「其のかたち美麗にしてこころばせ人にこえたり」）であったといい、家康の寵愛を受けて、同年には加藤吉正（久大夫）を附属された。永禄8年（1565年）、寺部城攻めで初陣を飾るが、この時家康は自ら定政に鎧を着せ、貞宗の脇差を与えた。定政は初陣ながら先登を果たし、首級を挙げたことから、三河国加茂郡内に知行地を与えられた。
以後、永禄11年（1568年）から翌年の掛川城攻めに加わり、元亀元年（1570年）の姉川の戦いでは首級6を挙げた。元亀3年（1572年）、武田信玄が遠江国に侵攻すると、本多忠勝の指揮下で一言坂の戦いを戦い、渡辺守綱とともに殿軍を務めた。同年12月22日の三方ヶ原の戦いでも奮戦した。天正2年（1574年）4月、遠江国犬居谷の天野景貫との戦いでは、徳川勢が混乱する中で奮戦し、首級13を挙げた。天正3年（1575年）5月21日の長篠の戦いにおいては先陣を受け持ち、戦後の遠江国進攻にも活躍した。小山城攻めに際しては「井呂の退き口」と語られる活躍を見せている。
天正10年（1582年）の武田家滅亡および本能寺の変後、菅沼定政は穴山氏の所領であった甲斐国河内領に入ることになるが、文献によって説明に差異がある。『寛政譜』によれば、定政は武田家滅亡後に甲斐国巨摩郡切石（現在の山梨県南巨摩郡身延町切石）で1万石の所領を与えられたとある。現在の身延町寺沢に所在する菅沼城（寺沢城）は、本能寺の変後に徳川家康が岡部正綱に命じて築かせ、菅沼定政が守備にあたったと伝える。『甲斐国志』によれば、天正15年（1587年）に穴山勝千代（穴山信君の継嗣）が没したため、河内領は徳川家康によって収められ、改めて菅沼定政に与えられたとある。
天正12年（1584年）の小牧の戦いでは、敵将を生け捕り密書を押収するなどの活躍を見せ、長久手の戦いでは池田勝入（恒興）勢と交戦して敗走させたほか、夜間に敵陣に1騎で突入して敵情を探り、小幡城から小牧山城への軍勢移動の判断に貢献した。秀吉は家康のこの判断を大いに賞賛したという。定政は家康から功を賞され、与力36騎（もと柴田康忠配下）を附属された。天正13年（1585年）の第一次上田合戦では援軍として出動。天正14年（1586年）に家康が秀吉と和睦して上洛する際には、浜松城守衛を命じられた。
天正18年（1590年）の小田原征伐に、菅沼定政は穴山衆（穴山氏の旧臣団）を預かって従軍し、小田原落城後は関宿城守衛の任務にあたった。天正18年（1590年）9月、菅沼定政は下総国相馬郡に領知を移され、守谷（『寛政重修諸家譜』は「守屋」と表記する。現在の茨城県守谷市）を居所とした（守谷藩の成立と見なされる）。天正19年（1591年）には九戸政実の乱への出兵に従い、文禄元年（1592年）の朝鮮出兵に際しては名護屋城に赴いている
文禄2年（1593年）、菅沼定政は家康の命で土岐を称するとともに、従五位下・山城守に叙任した。
慶長2年（1597年）3月3日、守谷において47歳で死去。守谷に定政が創建した増円寺に葬られた。なお、土岐頼行が増円寺を出羽国軽井沢に移したことにともない改葬され、さらに土岐頼殷のときに品川の東海寺春雨庵に改葬された。
家督は嫡男の土岐定義が継いだ。

## 逸話
- 『寛政譜』『徳川実紀』には以下のようなエピソードが載る。少年時代のある時（『寛政譜』によれば三方ヶ原の戦いの前[6]）、定政が家康の側に控えて仮眠をとっていたが、この際寝言で養父（菅沼定仙）のことを言い出した。しかしこの時定仙は武田方についており、甲府にいた[注釈 4]。次の朝、家康が定政に対して、養父を思うこと切実であると見える、さぞ会いたいのであろう、暇を取らせるのでいずこにも行くと良い、と言った。定政が御前から下がって朋輩に言うには、養父を思うがあまり夢の中とは言え敵国に行こうと言ったのはこの上もない恥辱である。この上は切腹してご恩に報いよう、と、脇差に手をかけたので朋輩が押しとどめ、この顛末を家康に言上した。家康は定政を呼び出し、先に言ったことは一時の戯れであるので、これまでと変わらず仕えよと言った。定政は感謝して座を下がると、朋輩に対して恩命のありがたさを語り、これから戦場に立つときは、人に先立って死ぬか、衆人に抜き出て勇名をあらわそうと誓った[12][6]。以後、その通り武功を重ねたため人々は感じ入り、家康は「長光の御刀」を下賜したという[12]。

## 系譜
特記事項のない限り、『寛政重修諸家譜』による。子の続柄の後に記した ( ) 内の数字は、『寛政譜』の記載順。
- 父：明智定明
- 母：菅沼定広の娘
- 生母不明の子
  - 長男(1)：頼顕 - 早世。
- 正室：鳥居元忠の娘
  - 二男(2)：土岐定義
  - 女子(3)：本多成重室
  - 女子(4)：牧野信成室

『寛政譜』の土岐家の譜によれば、定政の母（菅沼定広の娘）は明智家没落時に家に伝来した文書（足利将軍家の御教書や系図など）を携えて他国に逃れ、辛苦すること数十年ののちに定政の所在を知り、これらを渡したとある。ただし『寛政譜』の菅沼家の譜によれば、定政の母は明智定明の没後、奥平貞勝に再嫁したとある。
庶長子の頼顕（よりあきら）は、父と同じ「藤蔵」の通称を名乗っているが、早世した。

### 明智光秀との関係
織田信長に仕えた明智光秀は、その出自なども含め諸説が唱えられているが、『続群書類従』所収「土岐家系図」や、定政の子孫である沼田藩土岐家に伝わった『土岐定政伝』（1679年）によれば光秀と定政は「従兄弟」にあたるとされた。文亀2年（1502年）の年紀のある「土岐頼尚譲状」は、頼典（兵部少輔）を廃嫡して弟の頼明（彦九郎）に所領と家督を譲るというもので、光秀は頼典の孫にあたるとされる。